# Aulus Sempronius Atratinus (Konsulartribun)
Aulus Sempronius Atratinus ist eine Gestalt der frühen Römischen Republik und gehörte mit Titus Cloelius Siculus und Lucius Atilius Luscus angeblich zu den 444 v. Chr. eingesetzten Militärtribunen mit konsularischer Gewalt, die aber im dritten Monat ihrer Amtsführung zurücktraten und durch das reguläre Konsulnpaar Lucius Papirius Mugillanus und Lucius Sempronius Atratinus abgelöst wurden.